# 松平忠尚
松平 忠尚（まつだいら ただなお）は、江戸時代前期から中期にかけての大名。陸奥国白河新田藩主、のちに陸奥桑折藩初代藩主。官位は従五位下・宮内大輔。忠尚系奥平松平家初代。

## 生涯
慶安4年（1651年）、肥前国唐津藩主・松平乗久の長男として誕生。初名は乗守。
白河藩主・松平忠弘には、健康面で優れぬ長男・清照だけがあり、その他3人の男子は成人しないまま亡くなっていた。そこで乗守が忠弘の婿養子となり、忠尚と改名した。
しかし、忠尚は家中において人望がなかった上、正室との間に儲けた仙千代（乗良）に夭折されたばかりか、正室にも先立たれた。追い討ちをかけるように清照に嫡男・忠雅が誕生し、忠弘との仲が疎遠になった。その結果、次の家督を巡って家中が分裂、お家騒動まで発展した。5代将軍・徳川綱吉の命令で、忠尚は白河藩世子から外された上、元禄元年（1688年）10月、白河新田藩2万石を分与されて別家を立てることとなった。
元禄13年（1700年）1月11日、陸奥桑折藩に移封される。享保4年（1719年）11月2日、家督を弟・乗春の五男で養子の忠暁に譲って隠居する。享保11年（1726年）1月29日に病死した。享年76。

## 系譜
父母
- 松平乗久（実父）
- 水野忠善の娘（実母）
- 松平忠弘（養父）

正室
- 長福姫 ー 松平忠弘の次女

子女
- 松平乗良（長男）生母は長福姫（正室）

養子、養女
- 松平忠泰 ー 松平乗久の九男
- 松平忠暁 ー 松平乗春の五男
- 法雲院 ー 津軽信寿正室